# Generi e filoni della fantascienza

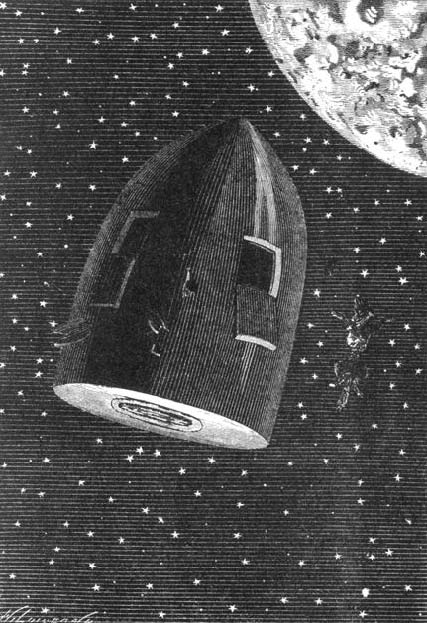
Illustrazione di Émile-Antoine Bayard e Alphons de Neuville per il romanzo di Jules Verne Intorno alla Luna.

I generi e filoni della fantascienza sono generi e filoni narrativi di opere artistiche (nella letteratura, nel cinema, etc), basate su temi della scienza o della filosofia della scienza, generalmente ambientati nel futuro. Si sono sviluppati fin dalla codificazione della fantascienza come letteratura di consumo e di genere, assurgendo a genere popolare di successo a partire dagli anni cinquanta del XX secolo.

## Storia
Malgrado la fantascienza sia tradizionalmente incentrata anzitutto "sulla scienza", si è evoluta un'area molto vasta di opere che comprende una grande varietà di generi e sottogeneri.
All'interno di tale filone narrativo si sono via via sviluppati vari altri, che in quanto tali spesso non presentano confini precisi e non di rado hanno assunto una connotazione commerciale. Infatti non di rado un'opera o un autore utilizzano vari temi contemporaneamente e si possono collocare all'interno di più filoni.
A complicare questa situazione si è assistito, a partire soprattutto dagli ultimi decenni del XX secolo, ad una commistione sempre più frequente della fantascienza con altri generi, quali il fantasy e l'horror, tanto che alcuni autori e critici anglosassoni utilizzano di preferenza l'espressione speculative fiction (letteralmente "narrativa speculativa") per descrivere complessivamente il fenomeno.
Altri (come Bruce Sterling) utilizzano il termine Slipstream intendendo il fantastico, cioè quella forma letteraria estremamente ampia che utilizza l'immaginario, il surreale e tutto ciò che non è mimetico della realtà, per dare maggior impatto a un messaggio radicato nella visione politica, ideologica del reale.

## Generi e filoni principali
Vi possono essere molti modi diversi per tentare di classificare un'opera di fantascienza - sia essa un racconto, un romanzo o un film - ma qui di seguito si riportano solo alcune delle diciture più diffuse.

### Fantascienza hard o tecnologica

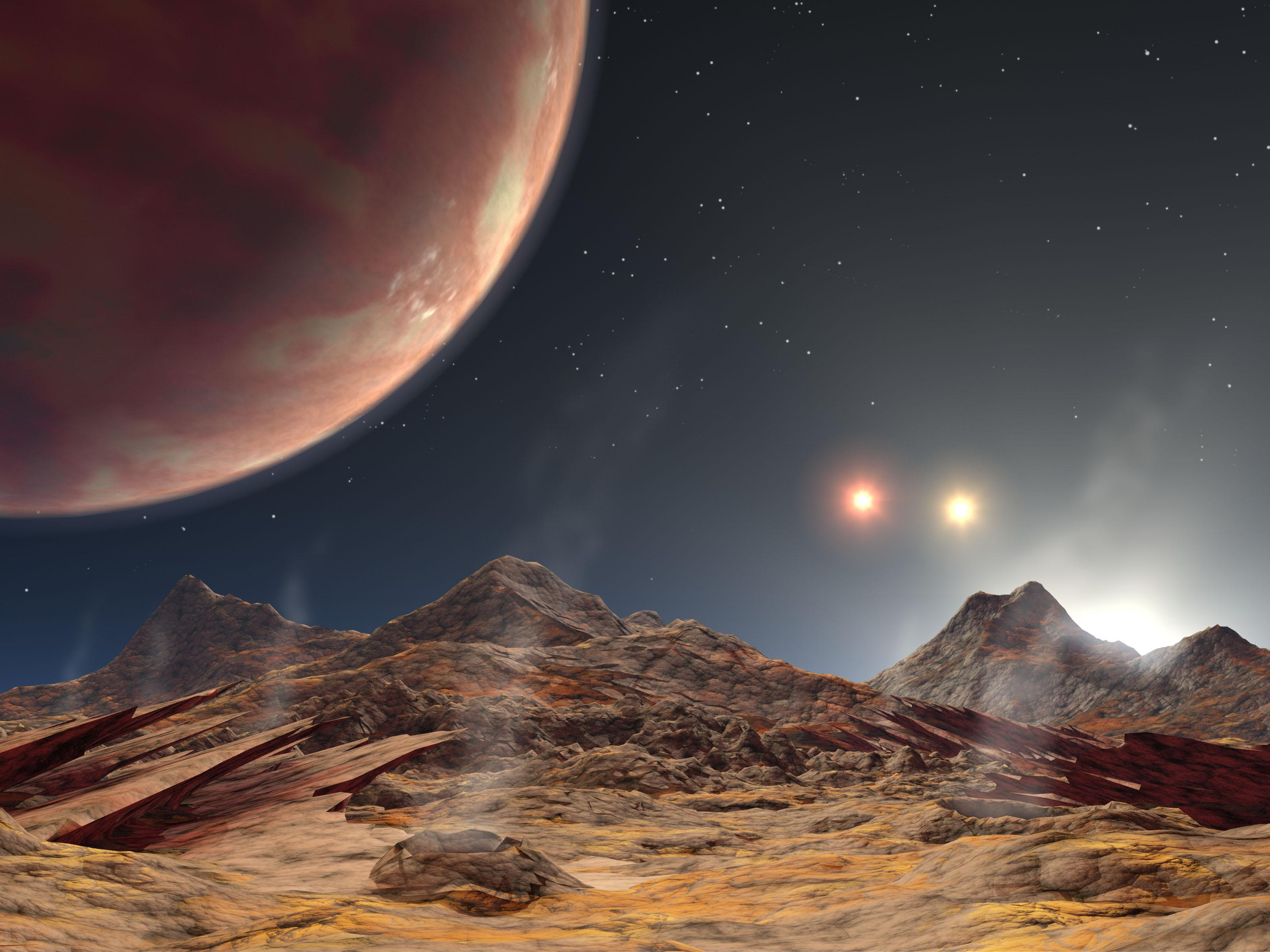
Paesaggio di un pianeta extrasolare. La fantascienza hard ha spesso come ambientazione lo spazio o altri pianeti.

La fantascienza hard (dall'inglese hard science fiction), chiamata anche fantascienza tecnologica, è una categoria caratterizzata dall'enfasi per il dettaglio scientifico o tecnico, o per l'accuratezza scientifica. Le storie di fantascienza hard si focalizzano sulle scienze naturali e sullo sviluppo tecnologico.
Il termine fu coniato verso la fine degli anni cinquanta per distinguere la fantascienza degli anni quaranta e cinquanta dal nascente filone caratterizzato dall'interesse per temi più marcatamente umanistici (fantascienza soft).
Tra i più celebri esponenti vi sono Isaac Asimov e Arthur C. Clarke.

### Fantascienza soft
La fantascienza soft (dall'inglese soft science fiction), definita soprattutto per contrapposizione con quella hard, si concentra maggiormente sui sentimenti umani che sulla tecnologia o sulla speculazione nell'ambito delle scienze esatte. La scienza della fantascienza soft ricade spesso nel regno di ciò che gli scienziati solitamente ritengono impossibile, o almeno altamente improbabile, e si basa su discipline come la filosofia, la psicologia, la politica e la sociologia.
La Soft SF viene considerata un sottogenere molto meno della sua controparte hard e il termine viene talvolta utilizzato in maniera peggiorativa in riferimento a storie di fantascienza che non applicano i principi scientifici in maniera rigorosa. L'espressione fantascienza soft inoltre è stata talvolta utilizzata come sinonimo della fantascienza New Wave.
Tra gli autori che vengono fatti rientrare in questo filone vi sono Ray Bradbury con le sue Cronache marziane, Ursula K. Le Guin con il ciclo dell'Ekumene e Frank Herbert con il famosissimo ciclo di Dune.

### New Wave
La New Wave fantascientifica è stata una corrente letteraria sorta nel 1964 in Gran Bretagna come reazione spontanea alla fantascienza allora esistente, percepita come priva di originalità, pesante e senza alcuna ambizione. Fu caratterizzata da un alto grado di sperimentazione, sia nella forma che nei contenuti. Gli autori New Wave introdussero nelle loro opere di fantascienza varie tecniche usate nella letteratura mainstream.
Nei contenuti, la New Wave rigettò l'intero nucleo dei temi propri sino ad allora della fantascienza tradizionale (definito "outer space", ovvero spazio esterno), a favore della focalizzazione sulla violazione dei tabù, con un approccio più rivolto agli abissi della mente umana, un tema che J. G. Ballard, uno dei massimi esponenti di questa nuova corrente, chiamò "innerspace" (letteralmente spazio interno).
Una delle idee centrali della New Wave fu l'entropia, l'idea che l'universo cesserà irrevocabilmente di esistere, e le sue ripercussioni sulla società umana. Ma ebbe molto seguito anche l'idea della rilevanza (in inglese "relevance"); il riconoscimento, sulla base di alcuni elementi, di una tendenza in atto nella società contemporanea per proiettarla nei suoi sviluppi futuri, non tanto con lo scopo di prevedere il futuro, come farebbe la futurologia, quanto per discutere fenomeni rilevanti del presente estremizzati in un contesto ipotetico.
Tra gli autori vi sono Brian Aldiss, J. G. Ballard, John Brunner, Philip K. Dick, Ursula K. Le Guin, Robert Silverberg e Michael Moorcock. Possono invece essere considerati importanti precursori di questa corrente letteraria Ray Bradbury, Theodore Sturgeon, Algis Budrys e Alfred Bester.

### Fantascienza apocalittica e postapocalittica
La fantascienza apocalittica è un sottogenere incentrato sull'imminente fine del mondo o della civiltà, a causa di guerre nucleari, pandemie, o di qualche genere di olocausto naturale o artificiale. Un sottogruppo del genere apocalittico è rappresentato dal filone catastrofista.
La fantascienza postapocalittica è invece ambientata in un mondo (o civiltà) già devastato da una catastrofe. L'ambientazione temporale può essere immediatamente successiva la catastrofe o considerevolmente posteriore.
Tra le molte opere che si sono servite di ambientazioni apocalittiche o postapocalittiche è possibile ricordare il romanzo breve La peste scarlatta (1912) di Jack London, La nube avvelenata (1913) di Arthur Conan Doyle e le serie cinematografiche di Mad Max e del Pianeta delle scimmie. Anche i manga e l'animazione giapponese hanno dato il loro contributo, con capolavori come Nausicaä della Valle del vento, Akira e Neon Genesis Evangelion.

### Space opera

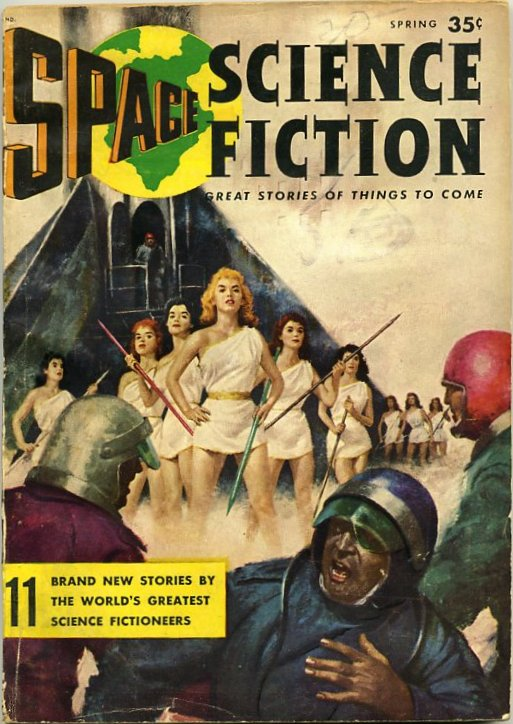
Copertina della rivista Space Science Fiction, 1957 ; illustrazione di Tom Ryan

La space opera, l'epopea spaziale, è un sottogenere assai popolare che, nato nella letteratura, ha riscosso grande successo anche al cinema (Il pianeta proibito, Guerre stellari) e in televisione.
I temi principali che la caratterizzano sono l'avventura, il romanticismo, i viaggi interstellari e le esplorazioni a bordo di astronavi e, non di rado, le battaglie spaziali, ambientate in immensi universi spesso dominati da imperi galattici.
Molte delle classiche serie tv di fantascienza, da Star Trek a Galactica, sono delle varianti di space opera.
Un sottogenere di successo della space opera è la space opera militare, di ambientazione prettamente bellica; anche il filone del planetary romance, ambientato su un unico pianeta, presenta elementi della space opera, fusi assieme a quelli del romanzo d'avventura classico.
Il tema di un'odissea spaziale è anch'esso un tema molto ripreso nella space opera. Esempi possono essere la serie Odissea nello spazio ma anche anime tipo Dragon Ball GT  e Corazzata Yamato.

### Cyberpunk
Il cyberpunk nasce inizialmente come corrente letteraria e artistica d'avanguardia nella prima metà degli anni ottanta, per poi trasformarsi in un filone più ampio e commerciale.
Le storie cyberpunk sono ambientate generalmente in un futuro prossimo, un mondo decadente e ipertecnologico fortemente distòpico, dominato da grandi multinazionali (zaibatsu). I protagonisti sono in genere hacker e disadattati, in costante fuga dalla cupa realtà, che trovano la loro ragion d'essere in un mondo virtuale parallelo, il cyberspazio, teatro delle loro battaglie.
Tra i principali esponenti del cyberpunk vi sono William Gibson (per i racconti e romanzi fortemente innovativi e caratteristici dal punto di vista stilistico e delle tematiche) e Bruce Sterling (per l'elaborazione teorica e ideologica).
Il cyberpunk ha avuto una forte influenza estetica sui diversi media, tra cui il cinema e i fumetti; se dal punto di vista cinematografico gli adattamenti delle storie cyberpunk non sono in genere considerati particolarmente riusciti, è però possibile citare i film Blade Runner (come illustre predecessore) e Matrix, opera "tarda" che rielabora in realtà una grande varietà di riferimenti culturali.

### Postcyberpunk
Nato dal genere cyberpunk, il postcyberpunk è un movimento assai variegato che si propone un aggiornamento delle tematiche cyberpunk e concentra l'attenzione sugli sviluppi tecnologici in società di un futuro prossimo. Nelle opere postcyberpunk si esaminano frequentemente gli effetti sociali causati dalla diffusione dei mezzi di comunicazione, dall'ingegneria genetica e/o dalla nanotecnologia. A differenza del cyberpunk "classico", i protagonisti delle opere spesso agiscono per migliorare la società, o almeno per proteggere lo status quo da un ulteriore degrado.
Tra gli autori vi sono Neal Stephenson e Bruce Sterling.
Sottogeneri del postcyberpunk sono il biopunk e il nanopunk.
In Italia il filone ha trovato sbocco nel movimento letterario del connettivismo.

### Steampunk

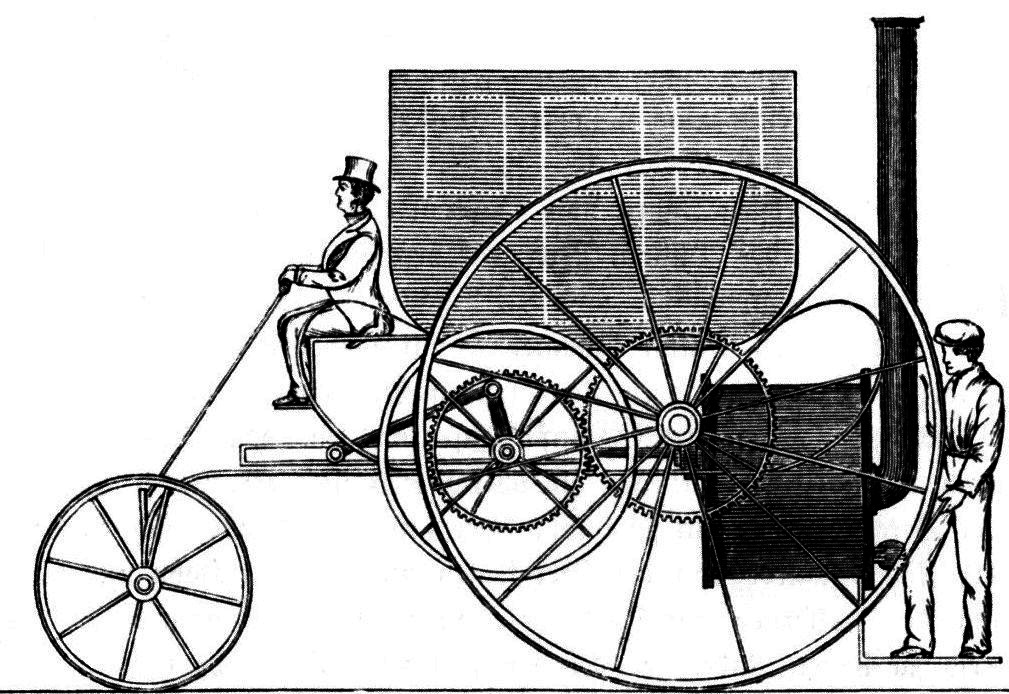
Automobile a vapore dimostrata a Londra nel 1803. Le bizzarrie tecnologiche di un'epoca passata alternativa sono uno degli elementi tipici dello steampunk.

Lo steampunk è un filone di narrativa fantastica (agli elementi fantascientifici si aggiungono contaminazioni fantasy e horror) spesso ambientato nell'Ottocento, nella Londra vittoriana tanto cara a Conan Doyle e H. G. Wells. Quello descritto è un mondo anacronistico, a volte un'ucronia, in cui armi e strumentazioni vengono azionate dalla forza motrice del vapore (steam in inglese) anziché dall'energia elettrica e dove è stato anticipato l'avvento della rivoluzione informatica attraverso un intenso uso di calcolatori meccanici ispirati a quelli di Babbage.
Tra gli autori contemporanei di storie steampunk vi sono K. W. Jeter e Paul Di Filippo.
Oltre allo steampunk storico e allo steampunk fantasy, che costituiscono i sottogeneri principali, possono essere fatti rientrare "a posteriori" nella definizione di steampunk anche l'Edisonata, i Voyages extraordinaires (le avventure alla Jules Verne) e il fantawestern.

### Fantascienza utopica e distopica
L'utopìa descrive una società ideale, in genere basata sulla giustizia, l'uguaglianza e un diffuso benessere. L'utopia può essere idealistica o pratica, tuttavia il termine ha acquisito una forte connotazione di perfezione ottimistica, idealistica e impossibile. All'utopia viene opposta la distopìa (o anti-utopìa), che descrive una società indesiderabile, e l'utopia satirica.
Il genere utòpico/distòpico ha avuto illustri autori, tra cui Tommaso Moro, Francesco Bacone e Jonathan Swift, e più recentemente George Orwell, H. G. Wells e Aldous Huxley. Ursula K. Le Guin è invece tra i pochi autori contemporanei del genere fantascientifico utopico. Le storie cyberpunk hanno in genere un'ambientazione distopica.

### Techno-thriller o thriller tecnologico
Il thriller tecnologico (in inglese techno-thriller) è una contaminazione di fantascienza, thriller e spionaggio (spesso militare), in cui l'avventura dei protagonisti si mescola ad attente spiegazioni scientifiche, a cui viene dato molto spazio e che servono alla trama per sviluppare l'azione in corso. Differentemente dalle opere della fantascienza classica, il thriller tecnologico è di norma ambientato nel presente (o al massimo in un futuro estremamente prossimo) e la tecnologia che descrive non è immaginaria, quanto piuttosto un potenziale sviluppo - spesso drammatico, a volte potenzialmente apocalittico - di una tecnologia già esistente. Si tratta spesso di tecnologie belliche, come armi biologiche. Non esiste tuttavia una vera distinzione tra "techno-thriller" e fantascienza e il termine è una definizione commerciale per opere che sono rivolte a una platea più ampia rispetto a quella fantascientifica. Tipici esempi di thriller tecnologico sono i romanzi di Michael Crichton.

### Ucronìa
L'ucronìa o storia alternativa (alternate history) tratta di un mondo la cui storia si è differenziata da quella comunemente conosciuta. È un'ucronìa la narrazione di quel che sarebbe potuto succedere se un preciso avvenimento storico fosse andato diversamente, ad esempio se Hitler avesse vinto la seconda guerra mondiale.
Il genere dell'ucronìa si mescola volentieri a quello dell'utopìa o della distòpia, descrivendo spesso società ideali o, al contrario, indesiderabili, e al filone steampunk, ambientato prevalentemente nel XIX secolo.
Tra i maggiori scrittori di ucronìe ricordiamo Philip K. Dick (La svastica sul sole), Harry Turtledove, Robert Harris; anche Winston Churchill si cimentò in questo genere.

### Viaggio nel tempo
La possibilità di viaggiare nel tempo è un'idea che affascina da tempi immemorabili l'umanità.
Nella fantascienza è un espediente narrativo utilizzato in molti racconti, romanzi, film o serie televisive, che permette di portare un personaggio in un particolare tempo a cui non appartiene, esplorando le possibili ramificazioni dell'interazione del personaggio con la cultura e la tecnologia dell'epoca. Questo meccanismo si è evoluto per esplorare le idee di cambiamento e le reazioni ad esso, ed anche per esplorare le idee di universi paralleli o ucronie dove piccoli e apparentemente insignificanti eventi possono causare massicci cambiamenti nel futuro.
Le macchine del tempo più famose comprendono l'auto sportiva DeLorean della trilogia cinematografica di Ritorno al futuro, il TARDIS della longeva serie televisiva di fantascienza britannica Doctor Who e, come dice il titolo, il romanzo La macchina del tempo di H. G. Wells. Tra i numerosi autori che hanno scritto storie sui viaggi nel tempo vi sono Robert A. Heinlein, Jack Finney, Larry Niven, Isaac Asimov, Poul Anderson.

### Xenofiction
La xenofiction comprende storie ambientate tra specie o culture considerevolmente diverse da quella umana.
Tra gli autori di questo genere di opere vi sono Richard Adams (La collina dei conigli), Isaac Asimov e C. J. Cherryh.

### Altri generi o filoni
- Biopunk, sottogenere del postcyberpunk che include riferimenti alla biotecnologia e al genere noir
- Cosy catastrophe, sottogenere della fantascienza postapocalittica tipica degli scrittori britannici del dopoguerra
- Dieselpunk, sottogenere del cyberpunk ispirato ai pulp magazine
- Edisonata (Edisonade), sottogenere del romanzo scientifico con protagonista un giovane scienziato alla Edison
- Fantapolitica (political fiction), incentrato su un sistema politico o una situazione politica ipotetici
- Fantascienza gotica (gothic science fiction), fusione con temi gotici
- Fantascienza per ragazzi, in particolare i racconti di Jules Verne e di Edmondo De Amicis
- Fantascienza pulp (pulp science fiction), lo stile fantascientifico delle riviste pulp (anni venti-trenta)
- Fantascienza sociologica, sottogenere della fantascienza soft incentrato su temi sociologici
- Fantascienza umoristica, comica, parodica e satirica
- Fantaspionaggio (spy-fi), storia di spionaggio con tecnologie fantascientifiche
- Fantawestern, contaminazione con il western
- Horror fantascientifico o fantahorror, contaminazione con temi horror
- Mondo perduto, filone avventuroso fantastico-fantascientifico popolare tra fine Ottocento e inizio Novecento
- Nanopunk, sottogenere del postcyberpunk incentrato sulla nanotecnologia
- Planetary romance, storie avventurose ambientate in un mondo alieno da esplorare
- Rivolta degli animali, filone narrativo della fantascienza e dell'orrore che ha come protagonisti gli animali che si ribellano al dominio umano con esiti catastrofici
- Romanzo scientifico (scientific romance), genere anticipatore della fantascienza
- Science fantasy, contaminazione con temi fantasy
- Space opera militare (military science fiction), sottogenere della space opera
- Tech noir, genere ibrido che unisce Fantascienza a Film noir
- Terra morente (Dying Earth), ambientato in un futuro remoto

## Contaminazioni letterarie
Tra gli altri generi di narrativa a sé stanti che, pur non essendo considerati strettamente fantascientifici, presentano una contaminazione di temi fantascientifici, vi sono:
- Avantpop
- New Weird
- Weird Fiction
- Slipstream

## Temi tipici
Elenco (non esaustivo e in ordine alfabetico) di altri temi ed elementi ricorrenti nella fantascienza:

### A
- Anello temporale
- Animazione sospesa e ibernazione
- Archeoastronomia
- Astronave (o nave spaziale)

### B
- Biologia sintetica

### C
- Capsula del tempo
- Clonazione e biotecnologia
- Colonizzazione dello spazio
- Computer organico

### D
- Dominio del mondo e governo mondiale

### E
- Enciclopedia galattica
- Esobiologia (o astrobiologia, xenobiologia)
- Esplorazione dello spazio
- Extraterrestri (o alieni)

### G
- Governo galattico e Impero galattico
- Guerra spaziale
- Guerra totale

### I
- Immortalità
- Intelligenza artificiale
- Intelligenza collettiva
- Invasione aliena
- Invisibilità
- Iperspazio

### L
- Linguaggio alieno (xenolinguistica o astrolinguistica)

### M
- Macchina del tempo
- Minaccia dallo spazio
- Multiverso
- Mutaforma (vedi anche trasmutazione)
- Mutanti

### N
- Nanotecnologia
- Neurospace

### O
- OOPArt e viaggiatori extratemporali
- Ordigno dell'apocalisse

### P
- Pandemia
- Parapsicologia e percezioni extrasensoriali (telecinesi, telepatia, preveggenza ecc.)
- Pianeta artificiale
- Piani di esistenza
- Postumanesimo
- Primo contatto
- Psicostoria
- Propulsione ultraluce (es. propulsione a curvatura o warp)

### R
- Realtà virtuale e cyberspazio
- Retro-futurismo
- Ribellione della macchina
- Robot, cyborg e androidi, biorobotica

### S
- Scienziato pazzo
- Singolarità tecnologica
- Superuomo

### T
- Tecnocrazia
- Teletrasporto
- Terra cava (vedi anche globus cassus)
- Transumanesimo
- Trasmutazione (vedi anche mutaforma)

### U
- UFO ("disco volante" od oggetto volante non identificato)
- Universi paralleli (o dimensioni parallele)

### V
- Viaggio immaginario (in regioni sconosciute)
- Viaggio interstellare - più veloce della luce
- Viaggio nel tempo

### X
- Xenoarcheologia (o esobiologia, archeologia spaziale)